# 御簾中
御簾中，是日本對於貴族或大臣之正妻的稱呼。江戶時代以後，對於稱呼對象的資格開始有嚴格限制。

## 江戶時代以前
日本在奈良時代以前，就存有御簾中這樣的用語。平安時代中期的風俗是、成年的皇族與貴族女性在和成年男性（包括男性尊長、親兄弟）面會時，必須隔著竹簾（御簾）或几帳來交談，即使雙方遞送物品也必須隔著竹簾並由侍女代為轉交，因此有「御簾中」這樣的稱呼；平安時代的文獻中，也有將貴族的正室稱為御簾中的紀錄。
至戰國時代後，大名正妻也能被稱為御簾中。

## 江戶時代
做為江戶幕府大名制度的一環，嚴格的規定了御台所、御簾中等稱呼對象的資格，除御台所成為江戶幕府將軍正室的稱呼外，御簾中專用於將軍世子的正室、以及地位僅次於德川將軍家的御三家正室的稱呼。而晚於御三家出現的御三卿，為和御三家擁有相同地位，御三卿正室亦有資格被稱作御簾中。
此外，江戶時代時，俸祿在十萬石以上的大名，其正室被稱作「御前樣」，十萬石以下的大名之正妻則稱作「奧方」。其中，江戶幕府將軍之女，若嫁給官位在從三位以上者為正室，稱「御守殿樣」；若嫁給官位在正四位以下者則稱「御住居樣」。
明治維新以後，御簾中、御前樣等等的稱呼也隨著江戶幕府消失。